# Pierre-Fitte (Boussy-Saint-Antoine)
Pour les articles homonymes, voir Pierre-Fitte.
La Pierre-Fitte, ou Pierre Frit(t)e, est un menhir situé à Boussy-Saint-Antoine dans le département français de l'Essonne.

## Protection
Le menhir a fait l’objet d’un classement au titre des monuments historiques en 1921.

## Description
Le menhir est situé sur la rive droite de l'Yerres à proximité de la rive. C'est une dalle en grès de Fontainebleau. Il mesure 1,85 m de hauteur pour 1,40 m de largeur à la base et 0,65 m d'épaisseur.

## Folklore
Selon la légende, le menhir aurait la faculté de parler et il aurait une fois interpellé un homme qui se rendait de nuit à un rendez-vous galant pour lui reprocher sa conduite.